# An Phoblacht
An Phoblacht (irisch für Die Republik) ist seit 1970 die offizielle Zeitschrift der Sinn Féin in Irland. Sie bezieht sich ausdrücklich auf die Traditionen der republikanischen Zeitschriften und der republikanischen Bewegung in Irland und ist die politische Wochenzeitschrift in Irland mit der höchsten verkauften Auflage.

## Geschichte
Erstmals herausgebracht wurde die Zeitung am 13. Dezember 1906 in Belfast unter dem englischen Titel The Republic,
im Januar 1922 unter dem heutigen Namen An Phoblacht und später als Poblacht na hÉireann (irisch für Republik von Irland). Als der Verleger, Publizist und Politiker Robert Erskine Childers verhaftet und im November 1922 erschossen wurde, bedeutete dies das Ende dieser Zeitschrift. Ab Juni 1925 gab die IRA erneut eine Zeitschrift An Phoblacht heraus. In den Jahren 1929 bis 1931 wurden die Redakteure der Zeitschrift vom britischen Staat observiert. Ausgaben wurden beschlagnahmt und Verhaftungen von Redakteuren schwächten die Zeitschrift. Im Juni 1935 wurde sie verboten und im Sommer 1937, als die Fianna Fáil regierte, wieder erlaubt. Nach dem Beginn der IRA-Bombardierung britischer Städte im Januar 1939 kam eine neue republikanische Zeitschrift, The Wolfe Tone Weekly, heraus; sie wurde 1939 verboten. In der Zeit des Zweiten Weltkriegs wurden von der britischen Regierung, die erstmals die Internment-Politik verfolgte, Personen inhaftiert, von denen angenommen wurde, dass sie Mitglieder oder Sympathisanten der IRA waren. Nach dem Ende des Zweiten Weltkriegs kamen mehrere republikanische Zeitschriften heraus, wie beispielsweise der United Irishman. Erst im Jahre 1966 brachte eine Gruppe aus Cork eine kleine Zeitschrift heraus, die sich wieder An Phoblacht nannte.
Als sich im Januar 1970 die republikanische Bewegung in einen bewaffneten Flügel, die IRA, und einen unbewaffneten Flügel, die Sinn Féin, spaltete, brachte die Sinn Féin An Phoblacht erstmals im Januar 1970 als Monatszeitschrift mit einer Auflage von 20.000 Exemplaren heraus. Die Zeitschrift veröffentlichte damals politische Analysen sowie Artikel und Analysen über historische und aktuelle Ereignisse. Sie verfolgte die Formierung einer reorganisierten republikanischen Bewegung. Chefredakteur ist seit 1970 Seán Ó Brádaigh.
An Phoblacht wird heute – nach eigenen Angaben – wöchentlich mit einer Auflage von verkauften 15.000 verlegt; sie war die erste Zeitschrift, die in Irland einen Onlineauftritt gestaltete, und vermeldet wöchentlich etwa 100.000 Webseitenaufrufe.